# ソアイル城
ソアイル城 (スペイン語: Castillo Sohail) は、スペイン・アンダルシア州マラガ県フエンヒローラに建つ城塞である。956年に、後ウマイヤ朝のアブド・アッラフマーン3世が沿岸防衛を固めるため建設した。2000年にフエンヒローラ市が遺構を改築して観光地化し、コンサートや祭りに利用されるようになった。西側の丘で発掘された石から、このソアイル城のあった場所には、紀元前300年までにフエンヒローラを征服した共和政ローマの時代から城が存在したことが分かっている。この石は一般に公開されている。